# Sidney Smith (Cartoonist)

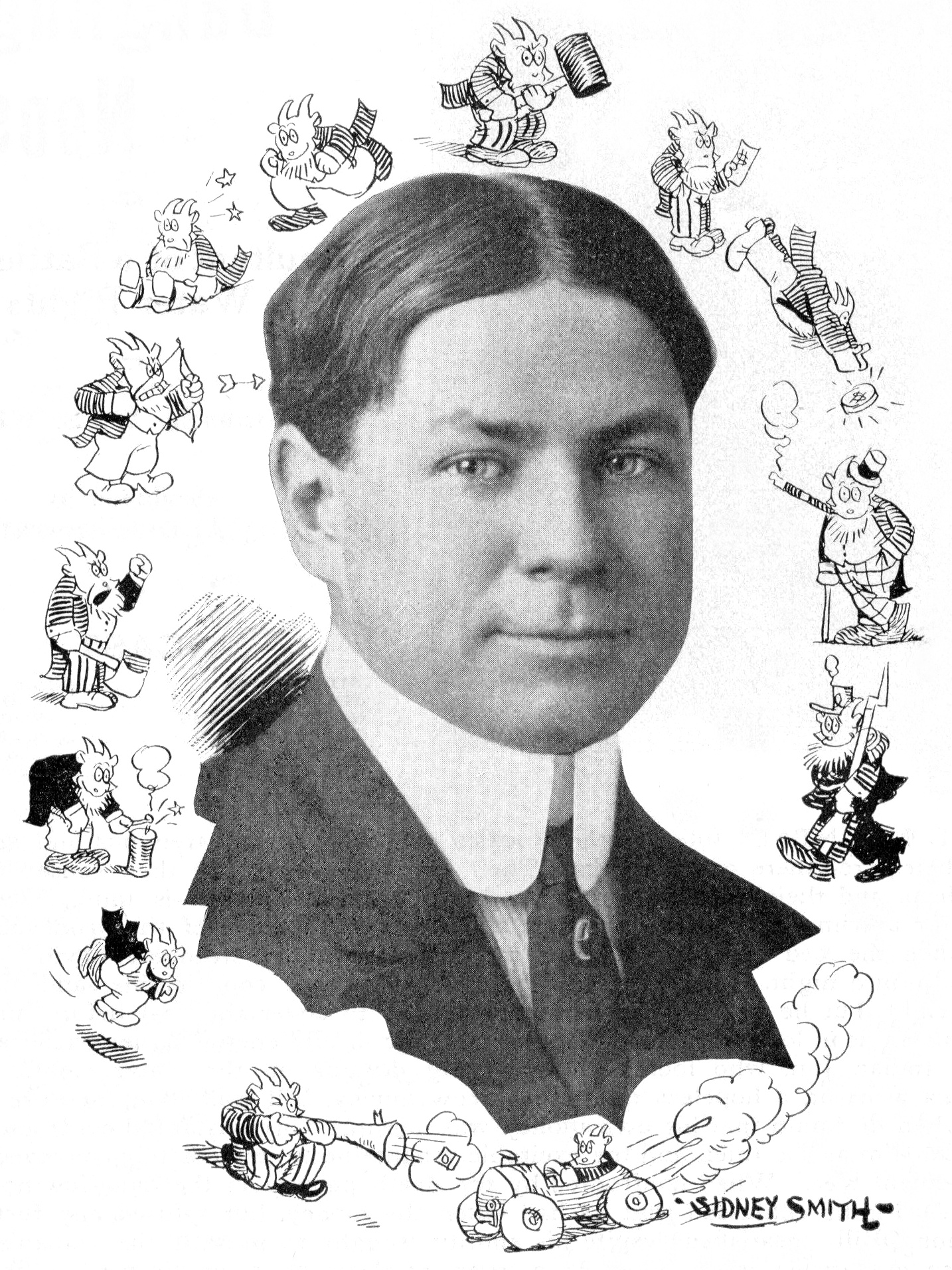
Sidney Smith, um 1912

Sidney Smith (eigentlich: Robert Sidney Smith; * 13. Februar 1877 in Bloomington, Illinois; † 20. Oktober 1935 in Chicago, Illinois) war ein US-amerikanischer Comiczeichner und Cartoonist. Bekannt wurde er durch seinen Daily strip The Gumps.

## Biographie
Smith, Sohn eines Zahnarztes, zeichnete zunächst Cartoons für die Zeitung seines Heimatortes. Seinen ersten Comic Buck Nix, der 1908 entstand, zeichnete er für den Chicago Examiner. Bei seinem Wechsel zur Chicago Tribune führte er den Strip unter dem Namen Old Doc Yak fort. Von dieser Reihe mit vermenschlichten Tieren erschienen auch diverse Zeichentrickfilme, an denen Smith beteiligt war. Im Februar 1917 begann er auf Vorschlag seines Verlegers Joseph Medill Patterson mit der Serie The Gumps, die so erfolgreich war, dass er im Juni 1919 die Arbeiten an Old Doc Yak einstellen musste, um sich ganz auf The Gumps zu konzentrieren. Im Verlauf der Serie ging Smith dazu über, länger anhaltende Geschichten zu erzählen, anstatt täglich einen Witz bereitzustellen.
Der finanzielle Erfolg seiner zeichnerischen Tätigkeiten war so groß, dass Smith sich mehrere Häuser und einen Automobilpark leisten konnte und ihm die Weltwirtschaftskrise nichts anhaben konnte. Auf dem Rückweg von einer Vertragsunterzeichnung, die ihm für die nächsten drei Jahre einen Verdienst von einer Million US-Dollar und einen Rolls-Royce als Bonus sichergestellt hätte, starb Smith bei einem Autounfall. The Gumps, in den 1920er und 1930er Jahren einer der beliebtesten Daily strips, wurde von Gus Edson übernommen und bis zum 17. Oktober 1959 fortgesetzt.